# Andesaurus delgadoi
Andesaurus delgadoi ("lagarto de los Andes de Alejandro Delgado") es la única especie,hasta el momento, conocida del género fósil Andesaurus de dinosaurio saurópodo titanosauriano basal, que vivió a mediados del período Cretácico, hace aproximadamente,entre 99,6 y 97 millones de años, en el Cenomaniense, en Sudamérica.
Este hallazgo se produjo en el año 1987. La campaña correspondiente para este descubrimiento fue dirigida por el Museo de Ciencias Naturales   de la Universidad Nacional del Comahue.   

Tamaño de Andesaurus en comparación con humanos adultos.

Como la mayoría de la familia de los saurópodos, habría tenido una cabeza pequeña en el extremo de un cuello largo y una cola igualmente larga. El andesaurio fue un animal de gran tamaño, aunque no tenía un tamaño tan gigantesco, como algunos otros miembros pertenecientes a este gran grupo. Se calcula que llegó a medir entre 15 y 18 metros de largo y 6 de alto.Con un peso entre 7 y 14 toneladas.
En 1991, los paleontólogos Jorge Calvo y José F. Bonaparte llamaron a su holotipo Andesaurus, lo que refiere a las montañas de los Andes dada la ubicación del sitio del hallazgo. Los fósiles fueron encontrados por Alejandro Delgado, por lo que la única especie conocida fue llamada A. delgadoi. El único material conocido de Andesaurus es un esqueleto parcial que consiste en una serie de cuatro vértebras del sector dorsal posterior, y 27 vértebras caudales, divididas en dos conjuntos de partes diferentes de la cola. Varios elementos de la pelvis también fueron descubiertos, incluyendo dos ischia y el hueso del pubis, junto con fragmentos de costillas y un húmero y fémur incompletos.
Varias características plesiomórficas muestran a Andesaurus como el miembro conocido más basal de Titanosauria. De hecho este clado se ha definido "para contener a Andesaurus, Saltasaurus, su antepasado común más reciente, y todos sus descendientes". El plesiomorfismo más prominente es el de las articulaciones entre las vértebras de la cola. En la mayoría de los titanosáuridos derivados, las vértebras de la cola articulan con una unión de bola y zócalo con los zócalos ahuecados al frente, vértebras caudales proceladas, mientras que en Andesaurus, ambos extremos de las vértebras son planos, caudales anfiplatianas .Igual que en muchos saurópodos ,no titanosáuridos. Andesaurus está caracterizado solamente por un solo diferencial: las espinas neurales altas encima de sus vértebras dorsales, por lo que se hace necesario estudiarlo en mayor profundidad.
Algunos otros titanosaurios basales de la Argentina, incluyendo Puertasaurus y Argentinosaurus, fueron también saurópodos de gran tamaño. El grupo derivado de titanosáuridos, Saltasauridae, contiene a algunos de los saurópodos más pequeños conocidos, incluyendo a Saltasaurus mismo. Es entonces posible que las tallas más grandes hayan sido una propiedad de los miembros más básicos del clado.
Estos fósiles fueron descubiertos en la sección inferior de la  Formación Candeleros, la más antigua dentro de Grupo Neuquén de la provincia del Neuquén, Argentina.A unos 5km de la localidad de El Chocón. Esta formación está fechada en el Cenomaniense del Cretáceo inferior, o aproximadamente cerca de los 100 a 97 millones de años. Por la mayor parte, Candeleros representa un antiguo sistema fluvial trenzado, y además de andesaurio, también contiene fósiles de terópodos protoaviares como Buitreraptor y el enorme Giganotosaurus, así como otros saurópodos no relacionados con este grupo, como por ejemplo Limaysaurus.